# Хьюрон (округ, Мичиган)
Хью́рон (англ. Huron County) — округ в штате Мичиган, США. Официально образован в 1859 году. По состоянию на 2010 год, численность населения составляла 33 118 человека.

## География
По данным Бюро переписи США, общая площадь округа равняется 5 533,463 км2, из которых 2 166,589 км2 — суша и 1 299,950 км2, или 60,850 % — это водоёмы.

## Население
По данным переписи населения 2010 года в округе проживает 33 118 жителей в составе 14 348 домашних хозяйств и 9 328 семей. Плотность населения составляет 15,30 человек на км2. На территории округа насчитывается 21 199 жилых строений, при плотности застройки около 9,80-ти строений на км2. Расовый состав населения: белые — 97,50 %, афроамериканцы — 0,40 %, коренные американцы (индейцы) — 0,30 %, азиаты — 0,40 %, гавайцы — 0,00 %, представители других рас — 0,40 %, представители двух или более рас — 0,90 %. Испаноязычные составляли 2,00 % населения независимо от расы.
В составе 24,70 % из общего числа домашних хозяйств проживают дети в возрасте до 18 лет, 52,70 % домашних хозяйств представляют собой супружеские пары, проживающие вместе, 8,10 % домашних хозяйств представляют собой одиноких женщин без супруга, 35,00 % домашних хозяйств не имеют отношения к семьям, 0,00 % домашних хозяйств состоят из одного человека, 0,00 % домашних хозяйств состоят из престарелых (65 лет и старше), проживающих в одиночестве. Средний размер домашнего хозяйства составляет 2,27 человека, и средний размер семьи 2,81 человека.
Возрастной состав округа: 20,70 % моложе 18 лет, 6,40 % от 18 до 24, 20,40 % от 25 до 44, 30,80 % от 45 до 64 и 30,80 % от 65 и старше. Средний возраст жителя округа 47 лет. На каждые 100 женщин приходится 98,50 мужчин. На каждые 100 женщин старше 18 лет приходится 97,30 мужчин.
Средний доход на домохозяйство в округе составлял 38 789 USD, на семью — 46 533 USD. Среднестатистический заработок мужчины был 26 688 USD против 15 198 USD для женщины. Доход на душу населения составлял 21 342 USD. Около 1,40 % семей и 14,40 % общего населения находились ниже черты бедности, в том числе — 19,70 % молодёжи (тех, кому ещё не исполнилось 18 лет) и 10,40 % тех, кому было уже больше 65 лет.